# Paratrechalea longigaster
Paratrechalea longigaster är en spindelart som beskrevs av James E. Carico 2005. Paratrechalea longigaster ingår i släktet Paratrechalea och familjen Trechaleidae. Inga underarter finns listade i Catalogue of Life.